# كأس الاتحاد 1985
كأس الاتحاد 1985 هو الموسم 23 من  كأس فيد. أقيم خلال الفترة 6 أكتوبر 1985 وحتى 14 أكتوبر 1985، وفاز فيه منتخب تشيكوسلوفاكيا لكأس فيد.